# Барадили
Бара̀дили (на италиански: Baradili; на сардински: Baradile, Барадиле) е село и община в Южна Италия, провинция Ористано, автономен регион и остров Сардиния. Разположено е на 165 m надморска височина. Населението на общината е 95 души (към 2010 г.).